# Cryptographis cumalis
Cryptographis cumalis là một loài bướm đêm trong họ Crambidae.